# Hodgdon (Maine)
Hodgdon es un pueblo ubicado en el condado de Aroostook en el estado estadounidense de Maine. En el Censo de 2010 tenía una población de 1.309 habitantes y una densidad poblacional de 12,64 personas por km².

## Geografía
Hodgdon se encuentra ubicado en las coordenadas 46°2′59″N 67°49′50″O / 46.04972, -67.83056. Según la Oficina del Censo de los Estados Unidos, Hodgdon tiene una superficie total de 103.52 km², de la cual 103.14 km² corresponden a tierra firme y (0.37%) 0.38 km² es agua.

## Demografía
Según el censo de 2010, había 1.309 personas residiendo en Hodgdon. La densidad de población era de 12,64 hab./km². De los 1.309 habitantes, Hodgdon estaba compuesto por el 95.72% blancos, el 0.08% eran afroamericanos, el 1.38% eran amerindios, el 0.69% eran asiáticos, el 0% eran isleños del Pacífico, el 0% eran de otras razas y el 2.14% pertenecían a dos o más razas. Del total de la población el 0.23% eran hispanos o latinos de cualquier raza.